# El Sistema i Danmark
El Sistema i Danmark er en model for kor- og orkesterskoler med musikken som værktøj til social og menneskelig udvikling.
Projektet begyndte som et socialt projekt i Venezuela og kom til Danmark i 2009 hvor et par projekter så dagens lys med inspiration fra Venezuela. På den fælles hjemmeside for El Sistema Danmark kan man se, hvilke kommuner og musikskoler, der indgår i samarbejdet.